# Lugares oscuros (película de 2015)
Dark Places (Lugares oscuros) es una película de misterio dirigida y escrita por Gilles Paquet-Brenner y basada en la novela homónima de Gillian Flynn. Protagonizada por Charlize Theron, Christina Hendricks, Nicholas Hoult y Chloë Grace Moretz, fue estrenada en Francia el 8 de abril de 2015.

## Sinopsis
Dark Places cuenta la historia de una chica de Kansas que sobrevive a la masacre de su familia y testifica en contra de su hermano como el asesino. Veinticinco años después será visitada por un club de investigadores aficionados que reclama la inocencia de su hermano, y tan solo reviviendo el incidente podrá averiguar de alguna manera la verdad.

## Reparto
- Charlize Theron Como Libby Day.
- Christina Hendricks Como Patty Day.
- Nicholas Hoult Como Lyle.
- Chloë Grace Moretz Como Diondra Wertzner.
- Tye Sheridan Como Ben Day.
- Corey Stoll Como Ben Day Viejo.
- Andrea Roth Como Diondra Wertzner Vieja.
- Sean Bridgers Como Runner Day.
- Addy Miller Como Krissi Cates.
- Sterling Jerins Como Libby Day Joven.
- Natalie precht Como Michelle Day.
- Madison Mcguire Como Debby Day.

## Producción
El rodaje de la película comenzó a finales de agosto de 2014 en Shreveport, Louisiana.

## Recepción
El sitio web Rotten Tomatoes le otorgó una aprobación del 56%, basado en 9 críticas. Jordan Mintzer, de The Hollywood Reporter, afirmó que, aunque muchos de los elementos del libro se pierden en la adaptación, el director Paquet-Brenner hace un trabajo decente para resolver los múltiples misterios de la trama. Para Peter Debruge, de Variety, la película fue una desilusión con respecto a la adaptación previa de otra novela de Flynn, Gone Girl, sin embargo la manera en que la protagonista es retratada resulta refrescante.